# 293 Brasilia
293 Brasilia este un asteroid din centura principală, descoperit pe 20 mai 1890, de Auguste Charlois.